# Mehrfamilienhaus Catharinenstraße 24

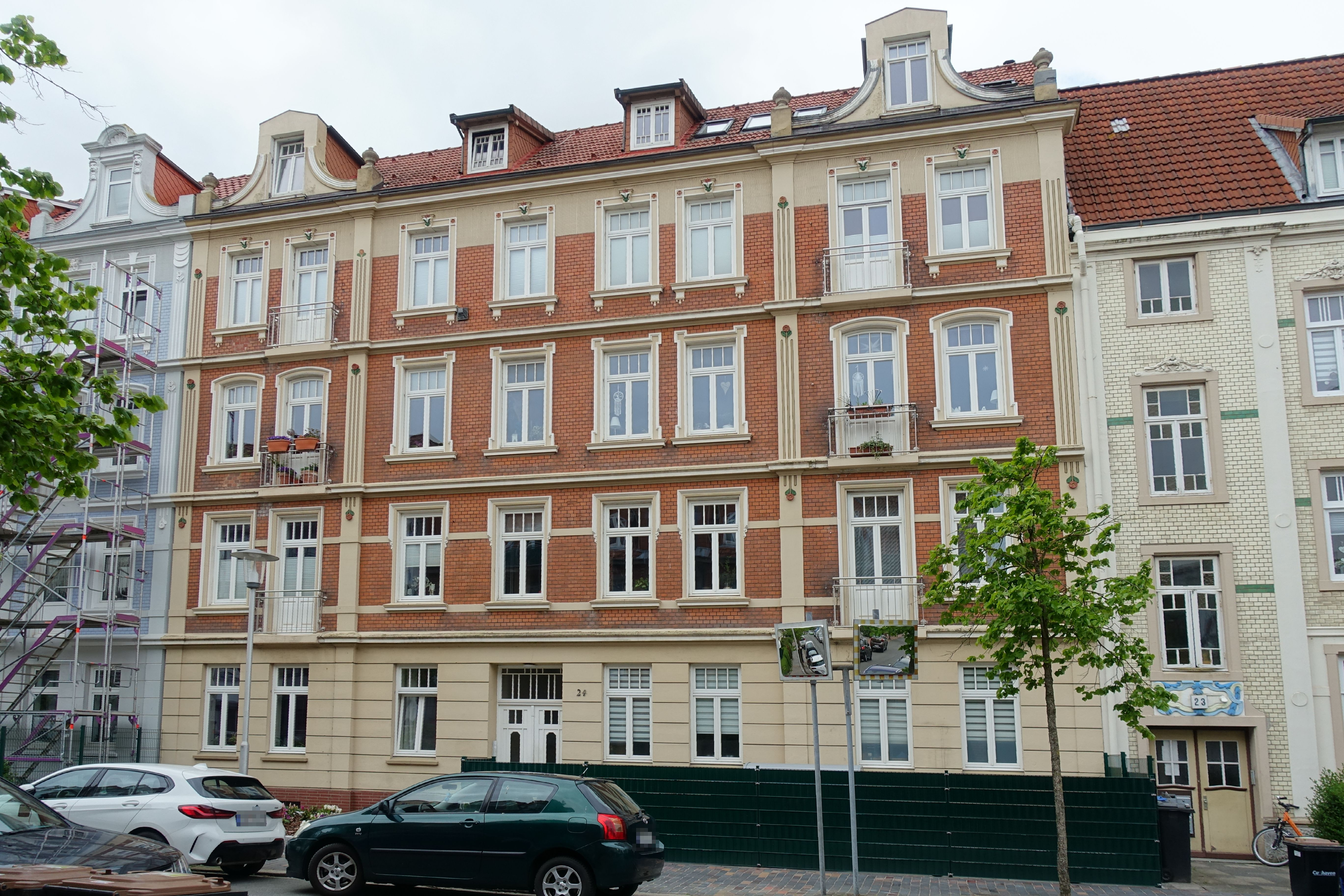
Mehrfamilienhaus Catharinenstraße 24 (2023)

Das Mehrfamilienhaus Catharinenstraße 24 in der niedersächsischen Kreisstadt Cuxhaven im Landkreis Cuxhaven stammt vom Anfang des 20. Jahrhunderts. Aktuell (2024) wird es als Wohnhaus genutzt.
Das Gebäude steht unter Denkmalschutz (siehe auch Liste der Baudenkmale in Cuxhaven).

## Geschichte und Beschreibung
Um 1900 wurde westlich des Grünen Wegs in Cuxhaven ein Wohngebiet auf den Ländereien der Gärtnerei Otto Höpcke neu erschlossen. Stil-, material- und regionstypische ein- bis viergeschossige Bauten der Zeit entstanden. Die Straße entstand 1892/94 die Bürgersteige 1912. Sie wurde nach Catharina Höpcke, der Mutter des Erbauers, benannt.
Das viergeschossige traufständige achtachsige, in den Obergeschossen steinsichtige, Gebäude mit ziegelgedecktem Satteldach wurde 1904 und 1910 gebaut. Die Fassaden wurden mit vier Lisenen durch ein vierachsiges Mittelteil und die Seitenteile gegliedert mit unterschiedlich gerahmten Fenstern, horizontale Gesimse sowie im Erdgeschoss durch verputzte Scheinquaderung. Die beiden Seitenachsen mit einer geschwungenen Dachgaube flankieren zwei über das Dach an der Traufkante stehende Kugeln.
Das Haus gehört zu einer Gruppe denkmalgeschützter Wohnhäuser der Catharinenstraße Nr. 2–13, Nr. 17–18, Nr. 23–25, Nr. 46–50 und Nr. 55–64.
Das Landesdenkmalamt befand u. a.: „… Die Wohnsiedlung bietet heute noch das geschlossene Bild eines von schmalen, oft noch durch die originalen Einfriedungen abgegrenzten Vorgärten geprägten Straßenzugs mit offener Wohnbebauung.“